# 神姬计划
《神姬计划》是由开发，DMM.com配信的一款战斗卡牌类游戏。游戏有全年龄版和18禁版本，两个版本账号共通，18禁版叫做《神姬计划R》。
游戏剧情讲述世界过去曾存在过魔法科学文明，但是「诸神黄昏」降临，让世界被分裂，魔法科学文明也被破坏。过了几千年后，魔法科学文明的存在被人们忘记。而扮演游戏主角的玩家，和青梅竹马亚莉莎在探索遗迹时发现了名为「终端」的遗物。他们利用终端召唤出英灵兰斯洛特，然后为了探明世界而旅行。并为了阻止诸神黄昏再发生，他们在各地召集「神姬」。